# Pyractomena ecostata
Pyractomena ecostata är en skalbaggsart som först beskrevs av Leconte 1878.  Pyractomena ecostata ingår i släktet Pyractomena och familjen lysmaskar. Inga underarter finns listade i Catalogue of Life.